# Yann Le Quellec
Yann Le Quellec est un réalisateur français de cinéma ainsi qu'un auteur de romans graphiques. Il est connu pour la réalisation de ses films Je sens le beat qui monte en moi, LE QUEPA SUR LA VILNI !, Cornélius, le meunier hurlant, pour l‘écriture de ses livres Love is in the air(guitare) et Les amants d’Hérouville (une histoire vraie). Il est aussi reconnu pour son activité de production dans le cinéma, notamment à travers Cinémage, SOFICA associée à la production de plus de 600 films dont trois Palmes d'Or à Cannes, qu'il cofonde en 2006.

## Biographie
Yann Le Quellec est né à Rennes le 22 octobre 1974. Il grandit en Bretagne près de Saint-Malo. Après une classe préparatoire au Lycée Louis Le Grand à Paris, Yann est admis parmi les premiers au concours d’entrée à HEC dont il sort diplômé en 1997.
Ses premières expériences professionnelles le mènent en Asie : au Vietnam, en Malaisie, à Singapour et en Indonésie où il effectue son service national. En parallèle, Yann Le Quellec étudie l’indonésien à l'INALCO et se passionne pour l’anthropologie et les popcultural studies à l'EHESS, où il rédige une thèse de DEA sur le « rôle de la pop-culture dans la construction identitaire indonésienne » qui obtient les félicitations du jury.
Après une année de voyages où il rentre par la terre de Malaisie en France, Yann Le Quellec cofonde la société de Private Equity NetsCapital au sein de laquelle il finance des sociétés émergentes du secteur des médias.
Cinéphile passionné, Yann Le Quellec fonde en 2004 les sociétés White Light Films & Finance et Les Films de Mon Moulin, toujours actives. La première est une société de conseil en financement spécialisée dans l’industrie cinématographique. La seconde est la société de production dans laquelle il développe divers projets artistiques.
En 2006, il cofonde le fonds d'investissement défiscalisé dans le cinéma Sofica Cinémage avec Serge Hayat. Cinémage a financé L'Arnacœur (2010), Des Hommes et des Dieux (2010), Intouchables (2011), Sauver ou Périr (2018), Les Misérables (2019), Annette (2021), Boîte noire (2021), La Nuit du 12 (2022), Le Livre des solutions (2023), Anatomie d'une chute (2023).
Il crée également EWBF structure, à 50/50 avec le groupe de cinéma Wild Bunch qu’il anime pendant plusieurs années et qui contribue à la production de nombreux films internationaux. Le géant financier américain Citigroup lui confie alors la gestion pour l’Europe du fonds d’investissement dans le cinéma, Continental Entertainment Group, doté d’un capital de 400 millions de dollars. En 2009, affectée par la crise des surprimes, Citigroup décide de se retirer du secteur cinématographique.
Depuis 2010, Yann Le Quellec enseigne l’économie du cinéma et de la production à HEC et est membre Comité Stratégique de la Majeure Art et Culture d’HEC. Il intervient également dans diverses écoles comme La Femis ou l'ESEC.
En 2013, il devient membre de la Commission « Étude de la rentabilité du cinéma français » initiée par le CNC. De 2018 à 2020, Yann Le Quellec est aussi membre titulaire du Comité de l’Avance sur Recettes du CNC, au Premier Collège. Il a participé comme expert aux comités cinéma de la région PACA et de la région Bretagne.
En Septembre 2024, il est membre du Jury du Festival International du Film de Rio.
En octobre 2024, il est le Parrain du Salon d’Automne, manifestation créée en 1903 et qui expose des artistes majeurs issus de nombreuses disciplines.

## Œuvres

### Love is in the air (guitare)
Yann Le Quellec s’est rendu à plusieurs reprises en Finlande aux championnats du monde d’air guitare, discipline à laquelle il rend hommage dans Love is in the air (guitare). Ce roman graphique, dont le scénario est écrit par Yann Le Quellec et les dessins réalisés par Romain Ronzeau, a été publié aux Editions Delcourt en 2011. La bande dessinée a reçu un excellent accueil critique et commercial et a remporté plusieurs prix, dont le Prix des Ados au Festival Livres & Musiques de Deauville en 2012. Elle fait l’objet d’une traduction allemande. L’album est réédité dans une version remaniée et augmentée en janvier 2021.

### Les amants d'Hérouville(une histoire vraie)
En février 2021, Yann signe le scénario du roman graphique Les amants d’Hérouville, qui conte l’histoire d’amour entre Marie-Claude et Michel Magne, compositeur français qui créé au château d’Hérouville ce qui deviendra « le studio-culte des années pop » où vinrent enregistrer Elton John, David Bowie, et Pink Floyd entre autres.
Le livre, dont les dessins sont réalisés par Romain Ronzeau, et qui a été préfacé par Sempé, Costa Gavras, Bill Wyman (bassiste des Rolling Stones) et Eddy Mitchell est édité aux Editions Delcourt.
Le roman graphique rencontre un succès public et critique. Deux mois après la sortie, 40 000 exemplaires sont imprimés et le titre est vendu dans plusieurs pays. Il fait partie de la sélection officielle des Prix Ouest-France/Quai des bulles, Prix BD Les Inrockuptibles, et le Prix BD Fnac - France Inter 2022. La bande dessinée remporte le prix de la BD du Pays d’Ancenis 2022.  
Le roman graphique est en cours d’adaptation pour l’écran.

### Je sens le beat qui monte en moi(2012, 35min)
Comme auteur au cinéma, Yann a d’abord écrit et réalisé Je sens le beat qui monte en moi ; une comédie burlesque et musicale au nom sulfureux qui conte l’histoire d’une guide touristique souffrant d’une affliction singulière : dès qu’elle entend de la musique, son corps est pris de pulsions de gesticulations. La danseuse Rosalba Torres Guerreiro (Anne Teresa de Keersmaeker, Ballets C de la B d’Alain Platel) et Serge Bozon y tiennent les rôles principaux. Le film a été sélectionné et primé dans de nombreux festivals : Prix du public aux Festivals de Brive et de Vendôme, prix Unifrance du meilleur film français, Lutins du meilleur court métrage, sélection au Festival de Locarno, diffusions sur Canal + et des chaînes d’une dizaine de pays,,. En 2023, à l’occasion des 20 ans du Festival de Brive, le film est projeté en ciné-concert dansant qui, pour l’occasion, crée « Le Prix du Bonheur ».

### LE QUEPA SUR LA VILNI!(2014, 35 min)
Anagramme de « PANIQUE SUR LA VILLE ! », LE QUEPA SUR LA VILNI! met en scène l’épopée burlesque d’hommes sandwichs à vélo dans les montagnes, chargés de faire la promotion d’un film. Yann Le Quellec réunit alors un casting surprenant et éclectique, avec entre autres Bernard Ménez, le champion de cyclisme Bernard Hinault, le chanteur Christophe, Catherine Le Quellec (sa mère). Il fait aussi appel à une nouvelle génération de jeunes talents incluant Finnegan Oldfield, Pauline Bayle, Damien Jouillerot. Le film est sélectionné à Cannes à la Quinzaine des Réalisateurs et obtient le prix Jean Vigo 2014. Il est sélectionné dans de nombreux festivals internationaux (Montréal, Clermont-Ferrand, Vila Do Conde…) et est diffusé sur Canal+ et Orange.
Il fait l’objet d’une sortie nationale en salles en 2014 (distribution Shellac) dans un programme qui réunit aussi Je sens le beat qui monte en moi. Les deux films sont réunis dans un coffret DVD (édition Shellac).

### Cornélius, le meunier hurlant(2017)
Par la suite, Yann Le Quellec écrit et réalise son premier long-métrage Cornélius, le meunier hurlant, librement inspiré du roman éponyme de l’écrivain finlandais Arto Paasilinna. Le film, présenté pour la première fois au Festival de Belfort en novembre 2017, y remporte le prix du public. Il sort en salle le 2 mai 2018 (production Agat Films et Les Films de mon moulin, distribution Ad Vitam). Iggy Pop interprète la musique du film dont Bonaventure Gacon, Anaïs Demoustier, Gustave Kervern et Denis Lavant tiennent les rôles principaux.

## Archipel Coconut
Depuis 2024, Yann développe entre Paris, Cancale et Rio un projet de collectif artistique, poétique et tropical nommé Archipel Coconut. Films, romans graphiques et podcasts sont en cours de développement.

## Filmographie

### En tant que réalisateur
- 2012 : Je sens le beat qui monte en moi, production White Light Films & Finance
- 2013 : LE QUEPA SUR LA VILNI ! , production White Light Films & Finance
- 2018 : Cornélius, le meunier hurlant, production Agat Films et Les Films de Mon Moulin

### En tant que producteur associé (via Cinémage)[28]
- 2024 : La Bête de Bertrand Bonello
- 2024 : Daaaaaalí ! de Quentin Dupieux
- 2024 : Un Silence de Joachim Lafosse
- 2023 : La Fille de son père d'Erwan Le Duc
- 2023 : Conann de Bertrand Mandico
- 2023 : Rien à perdre de Delphine Deloget
- 2023 : Simple comme Sylvain de Monia Chokri
- 2023 : Une Année difficile d'Olivier Nakache et Éric Toledano
- 2023 : Linda veut du poulet de Chiara Malta et Sébastien Laudenbach
- 2023 : La Fiancée du poète de Yolande Moreau
- 2023 : Le Règne animal de Thomas Cailley
- 2023 : Le Livre des Solutions de Michel Gondry
- 2023 : Banel & Adama de Ramata-Toulaye Sy
- 2023 : Anatomie d'une chute de Justine Triet
- 2023 : Le Procès Goldman de Cédric Kahn
- 2023 : Un coup de maître de Rémi Bezançon
- 2023 : Veuillez nous excuser pour la gêne occasionnée d'Olivier Van Hoofstadt
- 2023 : Les Meutes de Kamal Lazraq
- 2023 : Les Algues vertes de Pierre Jolivet
- 2023 : Mon crime de François Ozon
- 2023 : Disco Boy de Giacomo Abbruzzese
- 2023 : L'île rouge de Robin Campillo
- 2023 : Le Principal de Chad Chenouga
- 2023 : Magnificat de Virginie Sauveur
- 2023 : Le jeune imam de Kim Chapiron
- 2023 : Sur la branche de Marie Garel-Weiss
- 2023 : Pour la France de Rachid Hami
- 2022 : Avec Amour et acharnement de Claire Denis
- 2022 : Mascarade de Nicolas Bedos
- 2022 : La Nuit du 12 de Dominik Moll
- 2022 : Les Goûts et les couleurs de Michel Leclerc
- 2022 : En même temps de Benoît Delépine et Gustave Kervern
- 2022 : Stella est amoureuse de Sylvie Verheyde
- 2022 : Pacifiction d'Albert Serra
- 2022 : La grande magie de Noémie Lvovsky
- 2022 : Les Amandiers de Valeria Bruni-Tedeschi
- 2022 : Falcon Lake de Charlotte Le Bon
- 2022 : Goliath de Frédéric Tellier
- 2022 : Viens je t'emmène d'Alain Guiraudie
- 2022 : Robuste de Constance Meyer
- 2022 : Une jeune fille qui va bien de Sandrine Kiberlain
- 2022 : Adieu Monsieur Haffmann de Fred Cavayé
- 2022 : Twist à Bamako de Robert Guédiguian
- 2022 : Une Femme du monde de Cécile Ducrocq
- 2022 : Enquête sur un scandale d'État de Thierry de Peretti
- 2021 : Oranges sanguines de Jean-Christophe Meurisse
- 2021 : Titane de Julia Ducourneau
- 2021 : Les Magnétiques de Vincent Maël Cardonna
- 2021 : Marcher sur l'eau d'Aïssa Maïga
- 2021 : Albatros de Xavier Beauvois
- 2021 : Le Sommet des dieux de Patrick Imbert
- 2021 : Bigger than us de Flore Vasseur
- 2021 : Serre-moi fort de Mathieu Amalric
- 2021 : Boîte noire de Yann Gozlan
- 2021 : France de Bruno Dumont
- 2021 : Le Tour du monde en 80 jours de Samuel Tourneux
- 2021 : Annette de Leos Carax
- 2021 : Benedetta de Paul Verhoeven
- 2020 : Mandibules de Quentin Dupieux
- 2020 : Antoinette dans les Cévennes de Caroline Vignal
- 2020 : Effacer l'historique de Benoît Delépine et Gustave Kervern
- 2020 : La Bonne épouse de Martin Provost
- 2020 : Enorme de Sophie Letourneur
- 2019 : Hors normes d'Olivier Nakache et Éric Toledano
- 2019 : Au nom de la terre d'Edouard Bergeron
- 2019 : Fête de famille de Cédric Kahn
- 2019 : Une fille facile de Rebecca Zlotowski
- 2019 : Roubaix, une lumière d'Arnaud Desplechin
- 2019 : Le Daim de Quentin Dupieux
- 2019 : Sibyl de Justine Triet
- 2019 : Dernier Amour de Benoît Jacquot
- 2019 : All inclusive de Fabien Onteniente
- 2019 : Curiosa de Lou Jeunet
- 2019 : Les Fauves de Vincent Mariette
- 2018 : Maya de Mia Hansen-Love
- 2018 : Sauver ou périr de Frédéric Tellier
- 2018 : Un amour impossible de Catherine Corsini
- 2018 : Première année de Thomas Lilti
- 2018 : L'amour est une fête de Cédric Anger
- 2018 : La Prière de Cédric Kahn
- 2018 : La Douleur d'Emmanuel Finkiel
- 2017 : La Promesse de l'aube d'Éric Barbier
- 2017 : Le Sens de la fête d'Olivier Nakache et Éric Toledano
- 2016 : Nocturama de Bertrand Bonello
- 2016 : Ma Loute de Bruno Dumont
- 2015 : Dheepan de Jacques Audiard
- 2015 : Marguerite et Julien de Valérie Donzelli
- 2014 : Maintenant ou jamais de Serge Frydman
- 2014 : Un peu, beaucoup, aveuglément de Clovis Cornillac
- 2014 : Trois souvenirs de ma jeunesse d'Arnaud Desplechin
- 2014 : Aimer, boire et chanter d'Alain Resnais
- 2013 : Les Garçons et Guillaume, à table ! de Guillaume Gallienne
- 2013 : La Fille du 14 juillet d'Antonin Peretjatko
- 2013 : Le Passé d'Asghar Farhadi
- 2013 : Michael Kohlhaas d'Arnaud des Pallières
- 2013 : L'Écume des jours de Michel Gondry
- 2012 : Bowling de Marie-Castille Mention-Schaar
- 2012 : L'Inconnu du lac d'Alain Guiraudie
- 2012 : De rouille et d'os de Jacques Audiard
- 2011 : L'Apollonide : Souvenirs de la maison close de Bertrand Bonello
- 2011 : Les Neiges du Kilimandjaro de Robert Guédiguian
- 2011 : Du vent dans mes mollets de Carine Tardieu
- 2010 : Les Émotifs anonymes de Jean-Pierre Améris
- 2010 : Potiche de François Ozon
- 2010 : Des hommes et des dieux de Xavier Beauvois
- 2010 : L'Arnacœur de Pascal Chaumeil
- 2010 : Mon pote de Marc Esposito
- 2009 : Les Beaux Gosses de Riad Sattouf
- 2009 : La Première Étoile de Lucien Jean-Baptiste
- 2008 : Mesrine : l'ennemi public n° 1 de Jean-François Richet

## Bande dessinée
- 1998 : Malaisie, les défis d’un Tigre équilibriste, Editions Eurasia Institute
- 2011 : Réédition 2021 : Love is in the air (guitare), dessins de Romain Ronzeau, Delcourt,  (ISBN 978-2-7560-2198-0)
- 2021 : Les amants d'Hérouville (une histoire vraie), dessins de Romain Ronzeau, Delcourt,  (ISBN 9782413003472)

## Distinctions
- 2012 : Deuxième Prix du meilleur court‐métrage au Festival International de Valladolid pour Je sens le beat qui monte en moi

- 2012 : Grand Prix et Prix de la jeunesse au Festival du film de Vendôme pour Je sens le beat qui monte en moi
- 2013 : Lauréat du Prix des Ados - Festival Livres & Musiques de Deauville[29] pour Love is in the air(guitare)
- 2013 : Prix du public, le Prix des réseaux sociaux et le Prix de la presse internationale au My French Film Festival (UniFrance & Allociné) pour Je sens le beat qui monte en moi
- 2013 : Prix du public au Festival du cinéma de Brive pour Je sens le beat qui monte en moi
- 2013 : Prix d’interprétation masculine pour Serge Bozon au Festival de Nice, Un festival c’est trop court pour Je sens le beat qui monte en moi
- 2013 : Trois Lutins du Court Métrage (Prix du public, meilleur son, meilleurs costumes) pour Je sens le beat qui monte en moi

- 2015 : Lauréat de la Fondation Gan pour le Cinéma pour le long-métrage Cornélius, le meunier hurlant[30]
- 2013 : Prix Jean-Vigo du court métrage pour Le Quepa sur la vilni ![25],[31]
- 2017 : Prix du public au Festival international du film Entrevues de Belfort[32] pour Cornélius, le meunier hurlant
- 2022 : Lauréat du 4ème Prix BD du Pays d’Ancenis (septembre 2021/mars 2022) pour la BD Les amants d’Hérouville (une histoire vraie)